# 3-メチルブタナールレダクターゼ
3-メチルブタナールレダクターゼ（3-methylbutanal reductase）は、次の化学反応を触媒する酸化還元酵素である。
3-メチルブタノール + NAD(P)+ {\displaystyle \rightleftharpoons } 3-メチルブタナール + NAD(P)H + H+
反応式の通り、この酵素の基質は3-メチルブタノールとNAD(P)+、生成物は3-メチルブタナールとNAD(P)HとH+である。
組織名は3-methylbutanol:NAD(P)+ oxidoreductaseである。